# Альбрехт I (король Німеччини)
Альбрехт I Австрійський (нім. Albrecht I von Habsburg; липень 1255, Райнфельден, Ааргау, Швейцарія — 1 травня 1308, Віндіш, Бруг, Швейцарія) — герцог Австрії з 27 грудня 1282 року (спільно з братом Рудольфом II до 1 червня 1283 року, потім самостійно), король Німеччини з 27 липня 1298 року й засновник династії Габсбургів на австрійському престолі (з 1282 року).

## Правління в Австрії
Альбрехт I був старшим сином Рудольфа I Габсбурга, першого короля Німеччини з дому Габсбургів, і Гертруди фон Гогенберг. У 1282 році разом зі своїм молодшим братом Рудольфом II Альбрехта було проголошено герцогом Австрії та Штирії, який став таким чином першим австрійським монархом з династії Габсбургів. Вже у 1283 році Рудольф II був усунений від престолу за обіцянки компенсації в майбутньому і Альбрехт I став єдиновладним правителем Австрії. У своїх володіннях Альбрехт спирався на швабських дворян і чиновників, що викликало невдоволення австрійської аристократії й повстання 1288 року, що було жорстоко придушено герцогом.
Згодом Альбрехт I проводив політику централізації в Австрії, прагнучи обмежити привілеї дворянства та усунути аристократію від впливу на уряд. Було створено особливу Таємну раду, що складалась переважно з неавстрійців, яка використовувалась герцогом для управління своїми володіннями. Почався також наступ на духовенство, обмежувались судові й податкові привілеї австрійських священнослужителів. У Відні було створено єдиний суд, що замінив земські суди, і перше загальне для всіх володінь Габсбургів фінансове відомство. Було скасовано право спадкування за принципом «мертвої руки», активно заохочувались торгівля й розвиток міст. Відень користувався привілеями вільного імперського міста. Альбрехт I взагалі велику увагу приділяв містам, намагаючись сформувати міцну соціальну опору своєму режиму з бюргерів.

## Обрання королем Німеччини

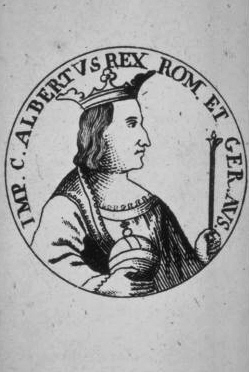
Портрет Альбрехта I

Батько Альбрехта I до своєї смерті 1291 року так і не зміг забезпечити обрання свого сина своїм наступником і королем Німеччини. Німецькі князі, остерігаючись надмірного посилення Габсбургів, новим королем обрали Адольфа Нассауського. Повстання у швабських володіннях Альбрехта I не дозволило йому виступити проти свого супротивника й він був змушений упродовж наступних років зосередитись на управлінні своїм новим австрійським герцогством. Однак, у 1298 році частина невдоволених правлінням Адольфа німецьких князів обрали антикоролем Німеччини Альбрехта I Габсбурга. Війська суперників зустрілись у битві під Гелгеймом, неподалік від Вормсу. Армія Альбрехта I одержала перемогу, Адольфа було вбито. 27 липня 1298 року у Франкфурті Альбрехта було обрано королем Німеччини, а незабаром, 24 серпня, він був коронований в Аахені.
Як правитель Німеччини Альбрехт I намагався відновити в країні законність та безпеку, заохочував створення міст, підтримував німецьке селянство. Він не лише випускав прокламації, що вимагали припинення розбрату між князями імперії, але й шляхом політичних союзів й застосування воєнної сили досягав їхньої реалізації. До історії він увійшов як сильний та суворий король, хоча його жорсткість у відношенні до швейцарських кантонів, ймовірно, є пізньою спекуляцією.

## Зовнішня політика

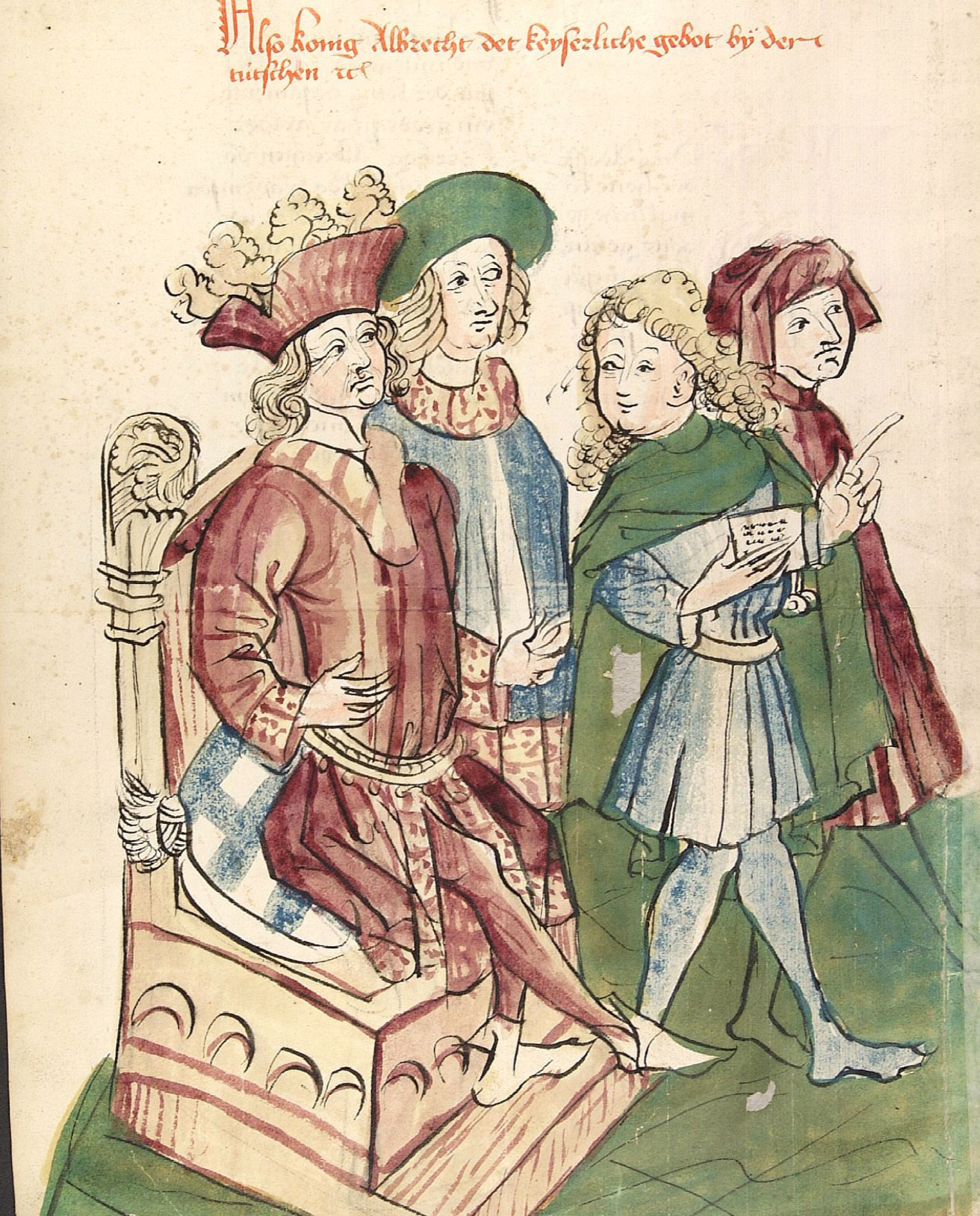
Король Альбрехт I відправляє кур'єра до папи Боніфація VIII, зображення 1450 року

У сфері зовнішньої політики на початку свого правління Альбрехт I вступив у конфлікт з Францією через низку прикордонних бургундських ленів, однак відмова Папи Римського Боніфація VIII визнати його королем Німеччини змусила Альбрехта примиритись із французьким королем та укласти 1299 року угоду з Філіпом IV про династичний шлюб сина Альбрехта й дочки короля Франції. Невдовзі відносини між імперією та Францією знову зіпсувались. Папа римський у 1303 році нарешті визнав Альбрехта I королем, чого було досягнуто ціною визнання Альбрехтом виключного права папи на коронацію імператором Священної Римської імперії та обіцянки, що його сини не будуть претендувати на престол імперії без попередньої згоди папи.

## Політика у Німеччині

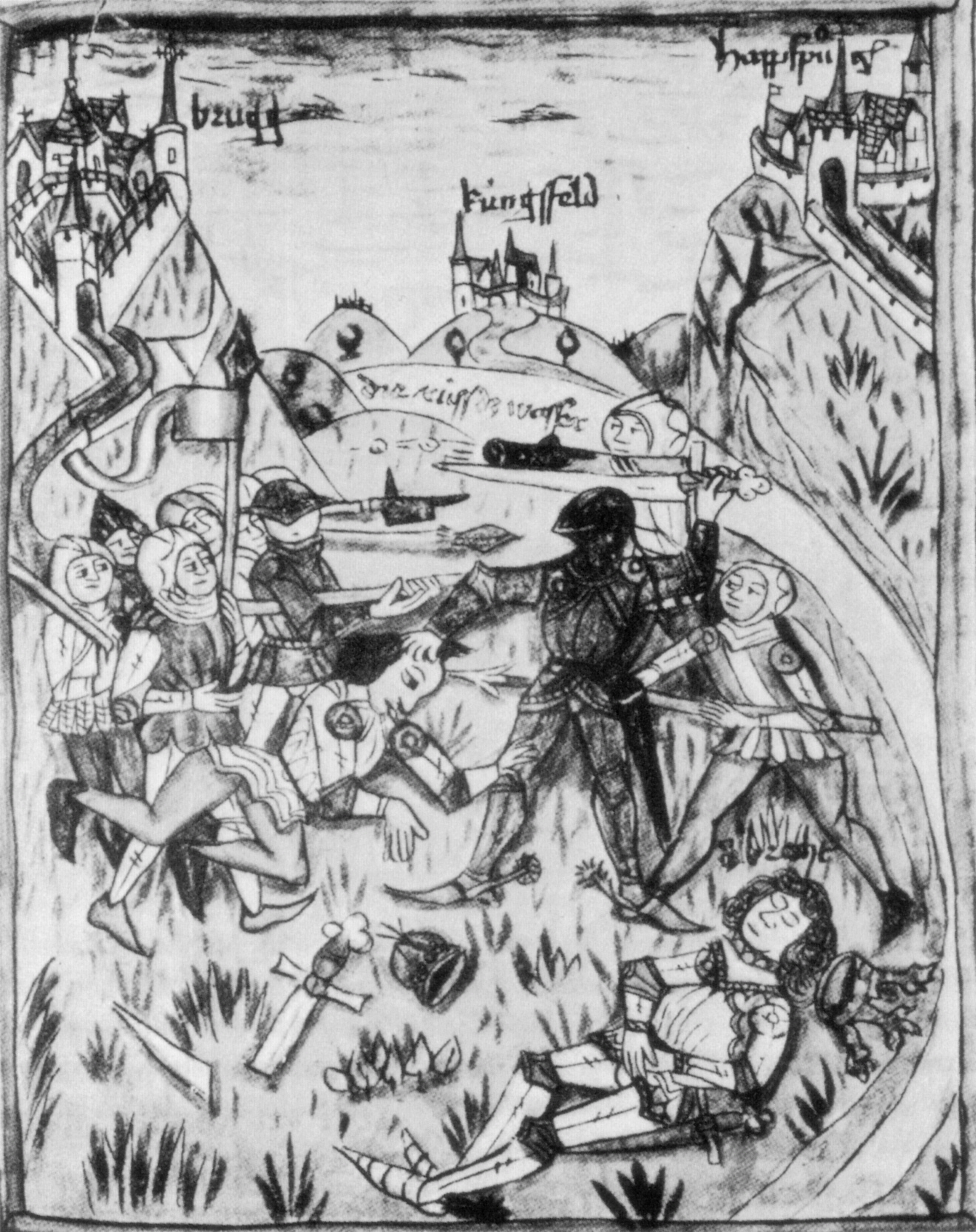
Вбивство Альбрехта I у 1308 році

Альбрехту I не вдалось повторити успіх свого батька в Австрії й установити свою владу над Голландським і Зеландським графствами, чий престол у 1299 році звільнився після смерті останнього представника династії Герулфінгів. Проте 1306 року, після смерті чеського короля Вацлава III, йому вдалось посадити на престол Чехії свого сина Рудольфа III. Альбрехт I також воював з Оттоном III Баварським, претендуючи на корону Угорщини, й намагався підкорити Тюрингію, де, однак, 1307 року зазнав поразки. Прагнення Альбрехта I скасувати всі податки за перевезення товарів Рейном викликало заколот проти короля архієпископів Кельну та Майнцу, а також пфальцграфа Рейнського. Альбрехта підтримали міста, що дозволило йому придушити рейнське повстання.

## Вбивство Альбрехта I
Відповідно до угоди 1283 року Рудольф II відмовився від своїх прав на австрійську спадщину за обіцянки брата, Альбрехта I, передати йому інші території. Цю обіцянку не було виконано, тому його син Йоганн Швабський вступив у змову з декількома верхньошвабськими лицарями, які також були невдоволені королем. 1 травня 1308 року на березі річки Рейсс у Швейцарії поблизу містечка Віндіш змовники атакували Альбрехта, що відстав від своєї свити, та вбили його, проломивши йому череп. Йоганн зміг втекти й уникнути помсти синів короля.

## Родина
Дружина — Єлизавета (1262—1313), дочка Мейнхарда II, герцога Каринтії і графа Тіролю. Одружилися в 1274 році.
Діти:
- Анна (1275/80—1327) — у шлюбі (з 1295 року) з Германом, маркграфом Бранденбурга, другим шлюбом (з 1310 року) за Генріхом VI, князем Вроцлавським
- Агнеса (1281—1364), у шлюбі (з 1296 року) з Андрашем III, королем Угорщини
- Рудольф (1282—1307), герцог Австрії й король Богемії
- Єлизавета (1285—1352), у шлюбі (з 1304 року) з Фрідріхом IV, герцогом Лотарингії
- Фрідріх (1289—1330), герцог Австрії й король Німеччини
- Леопольд (1290—1326), герцог Австрії.
- Катаріна (1295—1323), у шлюбі (з 1316 року) з Карлом Анжуйським, герцогом Калабрії
- Альбрехт (1298—1358), герцог Австрії й Каринтії
- Генріх (1299—1327)
- Мейнхард (1300–1301)
- Оттон (23 липня 1301 — 17лютого 1339), герцог Австрії та Каринтії
- Юдита (1302 — 5 березня 1329), у шлюбі (з 1319 року) з Людвігом VI, графом Еттінген

Ще 9 дітей померли безпосередньо після народження. Вони залишилися невідомими і поховані в королівській капелі в Тульні, Нижня Австрія.